# Lianyungang
Lianyungang (en chino 连云港市, pinyin: Liányúngǎngshí, literalmente, el puerto conectado a las nubes) es una ciudad-prefectura en la provincia de Jiangsu, República Popular de China. Limita al norte con Shandong,al sur con Suqian,al oeste con Xuzhou y al este con el Mar de China Oriental. Su nombre deriva de la isla Lian (Isla Dongxilian) la isla más grande de la provincia de Jiangsu que se encuentra frente a sus costas, y de la montaña Yuntai, el pico más alto de la provincia de Jiangsu, a pocos kilómetros del centro de la ciudad. 
Lianyungang fue uno de los cuatro puertos originales abiertos para el comercio exterior en la década de 1680 por el Gobierno de la Dinastía Qing. Los otros eran Ningbo, Xiamen y Guangzhou.

## Administración
La ciudad prefectura de Lianyungang se divide en 3 distritos y 4 condados:
- Distrito Lianyun (连云区)
- Distrito Xinpu (新浦区)
- Distrito Haizhou (海州区)
- Ciudad Donghai (东海县)
- Condado Ganyu (赣榆县)
- CondadoGuanyun (灌云县)
- Condado Guannan (灌南县)

## Historia
Su historia se remonta a miles de años atrás, cuando Lianyungang era parte de la histórica Ruta de la Seda. Las actividades humanas en esta región comenzaron desde hace 2.000 años y hace unos 6.000 a 7.000 años, había gente habitado aquí. En tiempos antiguos, Lianyungang fue llamado Yingzhou y luego nombrado oficialmente como Quxian en la Dinastía Qin. En el año 186 a. C. el emperador Qin Shi Huang ordenó construir un puerto en Haizhou (antiguo nombre de Lianyungang). Su nombre actual fue dado oficialmente en 1961. Lianyungang fue el primer puerto en la historia de China en abrirse al comercio exterior.

## Clima
Debido a su ubicación, Lianyungang tiene un clima cálido y húmedo. Conocido por su clima agradable y con una variedad de escenarios naturales, Lianyungang es buen sitio para el turismo durante el año. Lianyungang es una de las 49 ciudades turísticas más importantes de China.
vea el pronóstico